# درپوش آتشفشانی

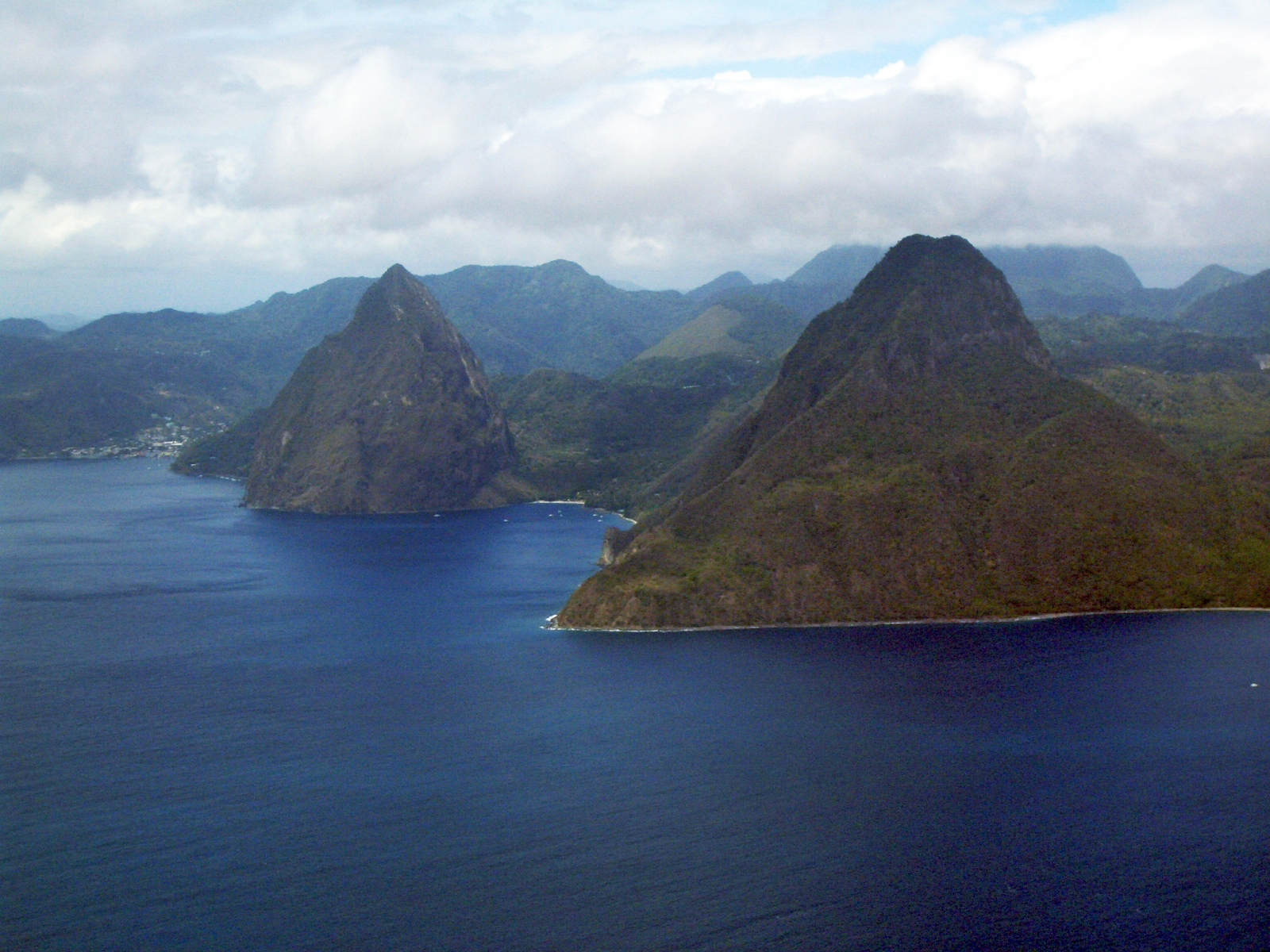
دید هوایی از درپوش‌های آتشفشانی پیتونز در سنت لوسیا در دریای کارائیب.

درپوش آتشفشانی (انگلیسی: Volcanic plug) که دودکش آتشفشانی و گردن آتشفشانی نیز نامیده می‌شود، عارضه‌ای آتشفشانی است و زمانی تشکیل می‌شود که ماگمای درون مجرای آتشفشان فعال سفت می‌شود. در این حالت درپوش آتشفشانی به دلیل به دام افتادن ماگما در زیر آن، باعث افزایش بسیار زیاد فشار می‌شود که گاهی منجر به فوران انفجاری آتشفشان می‌گردد.
نمونه‌ای از دو درپوش آتشفشانی در پیتونز در سنت لوسیا یافت می‌شود که از دریای کارائیب شرقی بیرون زده‌است.